# Paul Rüffer
Paul Rüffer (* 3. Dezember 1873 in Wernersdorf, Kreis Bolkenhain; † nach 1939) war ein deutscher Politiker (DNVP).

## Leben
Nach dem Volksschulabschluss 1887 absolvierte Rüffer eine Seilerlehre und war im Anschluss bis 1898 als Textil- und Hüttenarbeiter tätig. Daneben bildete er sich im Selbststudium sowie durch den Besuch der Humboldt-Akademie in Breslau fort und erwarb die Vorbildung für den Dienst in der Inneren Mission der Diakonenbildungsanstalt des Evangelischen Johannesstifts Berlin. Weiterhin betrieb er historische und volkswirtschaftliche Studien. Im Frühjahr 1898 trat er in die Diakonenanstalt des Evangelischen Johannesstifts Berlin ein. Er war von 1902 bis 1905 beruflich für den Verband Evangelischer Männer- und Jünglingsvereine in Schlesien tätig, wurde 1906 Generalsekretär in der christlich-sozialen Bewegung und wirkte seit 1914 als Generalsekretär an der Sozialen Geschäftsstelle für das Evangelische Deutschland in Berlin. Gleichzeitig fungierte er als Arbeitersekretär für den Berliner Verband Evangelischer Arbeiter- und Volksvereine.
Zum Ersten Weltkrieg wurde Rüffer 1915 als Landsturmmann eingezogen. Er nahm an den Schlachten in Belgien und an der Somme teil, wurde mit dem Eisernen Kreuz II. Klasse ausgezeichnet und schließlich im Oktober 1916 bei Miraumont durch einen Granatschuss ins Kniegelenk verwundet. 1917 wurde er als nicht mehr feldverwendungsfähig in den Aufklärungsdienst entlassen.
Während der Zeit der Weimarer Republik war Rüffer Mitglied der DNVP und Vorsitzender des Deutschnationalen Arbeiterbundes. Er war von 1914 bis 1921 Mitglied der Berliner Stadtverordnetenversammlung und wurde 1921 als Abgeordneter in den Preußischen Landtag gewählt, dem er bis 1933 angehörte. Neben seiner politischen Tätigkeit verfasste er zahlreiche nationale Schriften.